# Schronisko na Zwierówce
Schronisko na Zwierówce (słow. Chata Zverovka, chata na Zverovke, Maťašákova chata) – schronisko w Zwierówce położone na polanie Zwierówka w Dolinie Zuberskiej (Studená dolina) u wlotu do Doliny Rohackiej (Roháčska dolina) i Doliny Łatanej (Látaná dolina). Znajduje się na wysokości 1020 m n.p.m. w słowackich Tatrach Zachodnich. Schronisko, a właściwie hotel górski, dysponuje 71 miejscami noclegowymi w pokojach 2–8-osobowych i restauracją z jadalnią. Dodatkowe kilkadziesiąt miejsc noclegowych znajduje się w 6 małych domkach.

## Historia
Pierwsze schronisko stanowił domek robotników leśnych u wylotu Doliny Łatanej, w 1912 r. adaptowany na schronisko. Spłonęło ono w 1926 r. od przegrzanego komina. W latach 1926–28 z inicjatywy znanego pioniera tatrzańskiej turystyki – Jána Ťatliaka, wybudowano nowe i nazwano je Maťašákovą útulňą, na cześć Jana Maťašáka, inicjatora budowy pierwszego, spalonego schroniska. Początkowo wykorzystywane było tylko w lecie, ale od 1935 r. już przez cały rok. W czasie II wojny światowej (od 7 listopada 1944 r.) zajmował je sztab dużego oddziału I Słowackiej Brygady Partyzanckiej. Ranni partyzanci przebywali ukryci w domku na stokach Skrajnego Salatyna. 9 grudnia partyzanci zostali zaskoczeni atakiem Niemców, którzy nadeszli z niespodziewanego kierunku – od strony Osobitej. Wskutek niemieckiego ataku zginęło 21 partyzantów, 16 zaginęło, ponad 30 zostało rannych. Mróz i głód (spłonął magazyn żywności) dodatkowo komplikowały sytuację partyzantów. U wylotu Doliny Łatanej znajduje się cmentarzyk partyzancki, na którym pochowano zabitych. Spalone przez Niemców schronisko zostało prowizorycznie odbudowane w 1945 r., obecne wybudowano w latach 1948–49 i potem jeszcze kilkukrotnie rozbudowywano.

## Otoczenie schroniska
Schronisko znajduje się na dużej polanie, na której często stacjonuje śmigłowiec THS (słowacki odpowiednik polskiego TOPR-u). Obok schroniska stoi budynek THS „Zapadné Tatry-Rohače”, w którym znajduje się dyżurka ratowników i gdzie można wynająć przewodnika na górskie wycieczki. Na skraju polany położone są budynek leśniczówki i centrum informacyjne TANAP-u. Centrum to czynne jest przez cały rok od poniedziałku do piątku, a w sezonie letnim (lipiec-sierpień) również w soboty i niedziele. Poniżej schroniska krzyż, przy którym w drugą niedzielę września odbywają się obchody słowackiego Święta Gór, których tradycja sięga 1938 r. Obok schroniska duży, płatny (tani) parking i końcowy przystanek autobusów. W zimie schronisko zapewnia miejsca noclegowe dla narciarzy korzystających z wyciągu narciarskiego z Doliny Salatyńskiej na Skrajny Salatyn.

## Szlaki turystyczne
– czerwony szlak z Zuberca obok skansenu, a dalej przez Zwierówkę i Dolinę Rohacką do bufetu Rohackiego.
- Czas przejścia z Zuberca do skansenu: 1 h, z powrotem tyle samo
- Czas przejścia ze skansenu do Zwierówki: 1 h, z powrotem tyle samo
- Czas przejścia ze Zwierówki do bufetu: 1:30 h, z powrotem tyle samo

  – ze Zwierówki przez Przełęcz pod Osobitą na Grzesia, a stamtąd z powrotem w dół do szlaku żółtego w Dolinie Łatanej.
- Czas przejścia ze Zwierówki na przełęcz: 2 h, ↓ 1:30 h
- Czas przejścia z przełęczy na Grzesia: 3 h, ↓ 2 h
- Czas przejścia z Grzesia do szlaku żółtego: 30 min, ↑ 1 h

  – żółty szlak łączący dawny szpital partyzancki na zboczach Salatynów ze Zwierówką oraz Doliną Łataną, Zabratową Przełęczą i Rakoniem.
- Czas przejścia od szpitalu do schroniska w Zwierówce: 55 min, ↑ 1:25 h
- Czas przejścia ze schroniska na przełęcz: 2:45 h, ↓ 2:15 h
- Czas przejścia z przełęczy na Rakoń: 30 min, z powrotem tyle samo

  – niebieski ze Zwierówki przez Skrajny Salatyn na Brestową. Czas przejścia: 3 h, ↓ 2 h
 – okrężna ścieżka dydaktyczna o długości 2,2 km rozpoczynająca się i kończąca na Zwierówce. Czas przejścia całości: 45 min

## Kontakt
- adres: Chata Zverovka, 027 32 Zuberec